# Joakim Segedi
Joakim Šegedi (ur. 27 października 1904 w Ruskim Krsturze (ob. w Serbii), zm. 20 marca 2004 w Zagrzebiu),  duchowny i biskup katolicki obrządku bizantyjskiego, członek episkopatu Chorwacji.
Otrzymał święcenia kapłańskie 4 września 1927 w Ruskim Krsturze. Nadano mu tytuł protonotariusza apostolskiego, był także m.in. wikariuszem generalnym administratury apostolskiej leżącego w północnej Wojwodinie regionu Baczka (później wikariatu). 24 lutego 1963 został mianowany biskupem pomocniczym greckokatolickiej diecezji Križevći w Chorwacji ze stolicą tytularną Gypsaria. 28 lipca 1963 w Rzymie został konsekrowany. W dniu 80. urodzin, w październiku 1984, przeszedł w stan spoczynku.
Kilka dni przed śmiercią (17 marca 2004), w wieku niemal 100 lat został obdarzony tytułem arcybiskupa tytularnego Gypsaria. W chwili śmierci był trzecim najstarszym biskupem katolickim na świecie (najstarszym biskupem nie-Włochem).